# Бахтин, Михаил Петрович
Михаи́л Петро́вич Бахти́н (6 [17] ноября 1768, село Барышье, Брянский уезд, Российская империя — 27 января [8 февраля] 1838, там же) — российский меценат, общественный и военный деятель, генерал-майор (1836). Крупный орловский и курский помещик.
В России Бахтин получил известность как инициатор создания кадетского корпуса в Орле, пожертвовавший на его устройство большую часть своего состояния — полтора миллиона рублей ассигнациями и благоприобретённые имения с 2700 крестьян. Из всех частных приношений на нужды военного воспитания в России его пожертвование стало самым крупным. В связи с этим в честь Бахтина была выбита памятная золотая медаль, а кадетский корпус, открытый в 1843 году, стал носить его имя. Примечательно, что из 28 кадетских корпусов, существовавших в Российской империи, только один был назван в честь своего основателя.

## Биография

### Происхождение. Ранние годы

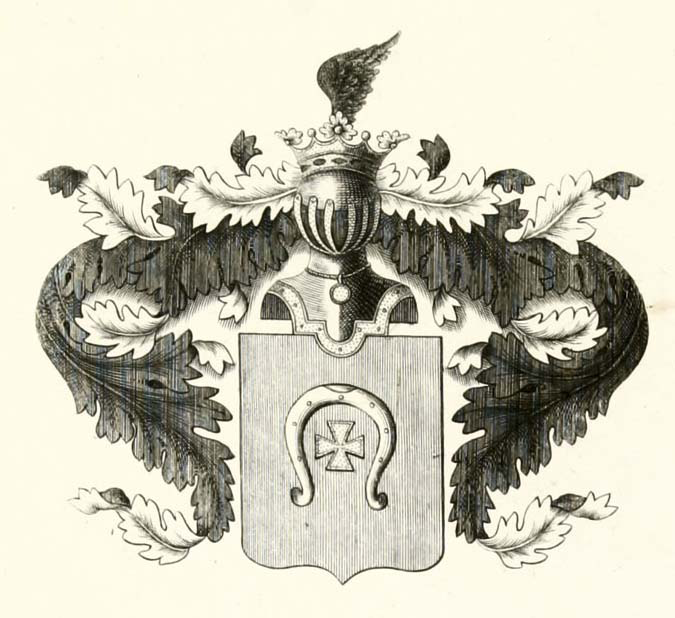
Герб рода Бахтиных

Михаил Петрович Бахтин родился 6 (17) ноября 1768 года, по всей видимости, в селе Барышье Брянского уезда, на тот момент входившего в состав Белгородской губернии, в имении своего отца Петра Афанасьевича Бахтина. Будущий меценат происходил из российского рода Бахтиных, ставшего дворянским в 1613 году, в год вступления на престол царя Михаила Фёдоровича, однако имевшего куда более древнюю историю. Так, существует легенда о сокровищах разбойника Кудеяра, которыми якобы завладели Бахтины. Клады разбойника, по легенде, находились недалеко от Барышья. Легенда гласит о том, что разбойники ещё во времена правления Ивана Грозного напали на одного из предков Бахтина. Тот собрал дружину и впоследствии разгромил банду, завладев её сокровищами. Во второй части «Общего гербовника дворянских родов Российской империи» значилось:
Фамилии Бахтиных многие Российскому Престолу служили разные дворянские службы и жалованы были от государей, в 1613-м и других годах, поместьями; всё сие доказывается копиями с жалованных грамот на поместья.
Биография Бахтина, а в особенности ранний её период, в настоящее время мало изучена. Известно, что он всю жизнь оставался холостяком, не имел собственной семьи и детей. Это, по наиболее распространённой версии, объяснялось пережитой в молодости трагедией, связанной со смертью его невесты. Данный факт также упоминается в книге генерал-майора и военного инженера Константина Жерве, который в 1833 году посещал имение Бахтина и впоследствии оставил воспоминания о пребывании в нём в своих мемуарах:
«Бахтин в молодости служил, кажется, в лейб-гвардии Конном полку, влюбился в одну весьма красивую, умную и добрую девушку, которая его тоже полюбила и сделалась его невестой, но по какому-то несчастному случаю незадолго до свадьбы умерла. Бахтин был неутешен, сам сильно заболел, но, по молодости лет вынес болезнь. Весь свет ему опостылел…»
С 14 июля по 21 сентября 1803 года подполковник Бахтин стоял во главе Псковского драгунского полка. Известно, что в 1807 году, вскоре после первого созыва народного ополчения в Российской империи, Бахтин принял активное участие в его подготовке, за что в 1808 году был награждён орденом Святого Владимира IV степени с формулировкой: «В вознаграждение усердной службы по Земскому войску». В том же году он ушёл в отставку в чине полковника. Вероятно, Бахтин принимал участие и в Отечественной войне 1812 года, подготавливая за свой счёт вооружённые отряды ополченцев на Орловщине. В 1812 году, судя по сохранившемуся делу Орловского дворянского депутатского собрания, сорокачетырёхлетний отставной полковник ходатайствовал о занесении его в дворянскую родословную книгу Орловской губернии.

### В отставке
После ухода в отставку Бахтин поселился в Барышье — крупнейшем из его огромных поместий. Здесь он вёл затворнический образ жизни, жил, по словам Жерве, «очень тихо», потом познакомился с соседями и часто охотно принимал их у себя, в то время как сам бывать в гостях не любил. Неподалёку от своего дома он приказал построить каменную церковь Святых Космы и Дамиана вместо прежней, деревянной, к тому времени уже достаточно ветхой. Строительство церкви, которая, по предположению Жерве, возводилась в память об умершей невесте полковника, началось в 1829 и завершилось в 1834 году. В настоящее время её заброшенное здание, от которого остался только остов, является единственным сохранившимся строением в Барышье, имеющим отношение к Бахтину и его поместью, которое, что примечательно, при Михаиле Петровиче в несколько раз увеличило свою территорию.
Имение, в котором жил Бахтин, неоднократно посещавший его Жерве назвал «колоссальным». Описание Барышья он в подробностях привёл в своих воспоминаниях:
«В том селе, где он [Бахтин] жил, было 3000 душ, а всего у него было 7000 душ и семь миллионов денег. Дом был у него — дворец с огромными залами и хорами для музыки, несколько гостиных, огромная столовая, также с хорами, и для приезжих гостей в доме и во флигеле до 60 комнат, меблированных и убранных с полным комфортом. У него была своя музыка в 40 человек, капельмейстер.

Его охота состояла из 100 человек верховых егерей со всеми возможными атрибутами, собаками всевозможных пород и в огромном количестве. Оранжерея превосходная: широкая, большая, длиною с полверсты, убранная зеркалами и разною садовою мебелью. Духовой сад на версту, более чем с 2 000 фруктовых деревьев всевозможных пород. Особый птичник для фазанов, до коих старик был большой охотник и часто потчевал гостей фазаньим жарким. Вольеры, где собрано было огромное количество разных птиц, попугаев, какаду и прочих.»

### Кадетский корпус
В начале 1835 года орловскому губернатору А. В. Кочубею стало известно о том, что полковник Бахтин, «весьма богатый холостой человек», намерен после своей смерти передать своё имение в распоряжение губернских властей для устройства кадетского корпуса. Весной этого же года во время посещения Брянского уезда Кочубей встретился с Бахтиным, и тот подтвердил, что готов пожертвовать «благоприобретённым имением, оставив родовое поместье наследникам». В своих «записках» орловский губернатор оставил воспоминания о разговоре с помещиком, который оказался очень доволен его посещением и даже пригласил на обед. По словам Кочубея, они быстро нашли общий язык, «ударили с ним по рукам, выпили шампанского (…) и условились, что он отдаст свой капитал сейчас же на корпус, а после смерти своей завещает на корпус же своё благоприобретённое имение». Кочубей уведомил о решении Бахтина министра внутренних дел Д. Н. Блудова, а тот — императора Николая I. 16 декабря 1835 года император «с благодарностью принял пожертвование», в знак признательности пожаловав Бахтину чин генерал-майора и орден Святого Владимира II степени, а Кочубею объявил Высочайшее благоволение на учреждение кадетского корпуса в Орле.
Всего на устройство кадетского корпуса Бахтин пожертвовал 1 500 000 рублей из своего капитала, а также 2700 душ крепостных крестьян. Спустя год, в 1836 году, к сделанному им пожертвованию он присоединил и своё родовое имение в 1469 душ крестьян со всем хозяйственным имуществом. По мнению А. П. Кочубея, причиной тому стала настойчивость Блудова. «Министр (…) так вскружил этому старику голову, что тот пожертвовал и родовое имение своё в пользу корпуса», — писал Кочубей. Принятие пожертвования и переход имущества Бахтина в казну законным порядком, согласно постановлению военного министра, орловскому губернатору было поручено осуществить через Гражданский суд. В скором времени Михаил Петрович был награждён именной золотой медалью «За благотворение юношеству», отчеканенную на Санкт-Петербургском монетном дворе. Таких медалей было выпущено всего две: с изображением Бахтина и с изображением Н. Д. Черткова, на пожертвования которого был построен Михайловский кадетский корпус в Воронеже. Позднее с медалей были сделаны бронзовые копии, предназначенные для коллекционеров. 21 сентября 1836 года письменную благодарность Бахтину от лица дворянства Орловской губернии отправили губернский и уездные предводители дворянств. От имени всего сословия они выразили ему свою «живейшую (…), глубокую и искреннюю признательность».
Торжественная закладка здания Орловского Бахтина кадетского корпуса (император постановил присвоить учреждению имя жертвователя) состоялась 19 августа (1 сентября) 1837 года в присутствии цесаревича Александра Николаевича, будущего Александра II. Для наблюдения за строительством здания корпуса была создана специальная комиссия во главе с опытным инженером, полковником М. М. Вендорфом, в состав которой входил и сам Бахтин, продолжавший делать новые пожертвования и поставлявший стройматериалы из своих имений. За год до открытия корпуса место стройки осматривал Николай I, пожелавший, чтобы на площади перед главным зданием были высажены липовые аллеи. Часть этих деревьев сохранилась до наших дней.

### Смерть
Своё последнее пожертвование на нужды строящегося кадетского корпуса — 140 тысяч 126 рублей — Михаил Петрович Бахтин отправил 22 января 1838 года. Благодарность от военного министра, датированная 1 февраля], уже не застала его в живых: 27 января (8 февраля) 1838 года генерал-майор умер в своём имении Барышье. До торжественного открытия Орловского кадетского корпуса, которое состоялось 6 декабря 1843 года, он не дожил пять лет. После смерти основателя кадетского корпуса все его владения перешли в распоряжение министерства государственных имуществ, в результате чего недвижимые имения покойного подверглись продаже, и вырученная от продажи сумма, составившая до 200 тысяч рублей ассигнациями, была присовокуплена к капиталу кадетского корпуса. Последняя воля Бахтина, предполагавшая выделение небольшой суммы денег на строительство памятника, содержание церкви и обеспечение его дворовых людей, была приведена в точное исполнение.
По случаю кончины Бахтина во всех военно-учебных заведениях России и учебных заведениях в целом — в Орловской губернии — был объявлен трёхдневный траур. Генерала похоронили в Барышье, рядом с построенной им церковью Святых Космы и Домиана. В середине XIX века на могиле Бахтина был установлен памятник, увенчанный крестом с фигурой ратника ополчения, на пьедестале которого были выбиты слова текста о бахтинских пожертвованиях для корпуса. До сегодняшних дней этот памятник не сохранился: от него остался только пьедестал.

## Личность, оценки, память
О личностных качествах, как и о внешнем облике Бахтина, можно судить исключительно по мемуарам Константина Жерве, поскольку кроме него воспоминаний о генерале никто не оставил, а ни одного портрета Бахтина до наших дней не сохранилось. Уже в 1893 году авторы «Краткого исторического очерка Орловского-Бахтина кадетского корпуса» подмечали, что «сведения о личности Бахтина по сохранившимся официальным документам весьма ограничены». Из данного очерка известно также то, что в опись имущества умершего генерал-майора всё-таки входил «поясной портрет в генеральском мундире», впоследствии переданный в здание кадетского корпуса и украсивший его главный зал. Судьба данного портрета неизвестна.
«Не может быть сомнения, — писал М. М. Лалаев в посвящённом Орловскому кадетскому корпусу очерке, — что для многочисленных бывших воспитанников Орловского корпуса навсегда пребудет дорогою память М. П. Бахтина, который, жертвуя своё достояние на устройство этого корпуса, бескорыстно руководился „чувством общего добра“ и, как истинный русский патриот, ясно сознавал, что в добром воспитании юношества — вся наша будущность». Впрочем, один из потомков мецената, известный философ Михаил Михайлович Бахтин, считал, что пожертвования его прапрадеда на строительство и устройство кадетского корпуса в Орле положили начало разорению рода Бахтиных. Историк кадетских корпусов В. К. Грабарь называл Бахтина «орловским Крёзом».
Первая мемориальная доска в честь генерала Бахтина была открыта по случаю пятидесятилетнего юбилея кадетского корпуса. Начертать имя Бахтина на мраморной доске постановило орловское дворянство, о чём 6 декабря 1893 года в ходе юбилейных торжеств сообщил губернский предводитель дворянства С. Н. Шениг. 1 сентября 1997 года на доме № 12 по улице Гуртьева в Орле была установлена мемориальная доска с надписью: «На этом месте орловский дворянин генерал-майор Бахтин Михаил Петрович (1768—1838) на свои средства основал кадетский корпус (1843—1917 г)».